# Јожеф Елснер
Јожеф Елснер (пољ. Józef Elsner; Гроткау, 1. јун 1769 — 18. април 1854) је био пољски композитор и професор музике. Познат је по томе што је био учитељ Фредерика Шопена. Компоновао је више опера док је радио у Народом театру у Варшави, 1799 — 1824. године.